# 강가딘 (영화)
강가딘(Gunga Din)은 1939년 RKO 픽처스에서 제작하고 조지 스티븐스가 감독한 모험 영화이다. 케리 그랜트, 빅터 매클래글렌, 더글러스 페어뱅크스 주니어가 주연으로 출연하였다. 러디어드 키플링의 동명의 시와 그가 저술한 짧은 이야기 모음집 '병사 셋'의 결합된 내용에 대략적인 기초를 두었다. 이 영화는 영국의 세 병장과 그들의 음료수 운반인 강가딘의 인도 제국의 암살단과의 싸움을 그린다.
1999년, '강가딘'은 미국 의회도서관으로부터 문화적으로 주목할 만한 작품으로 간주되었고, 보존을 위한 미국의 국립영화등재목록에 등재되었다.

## 출연

### 주연
- 캐리 그랜트
- 빅터 매클래글렌

### 조연
- 더글러스 페어뱅스 주니어
- 샘 자페
- 에두아르도 치아넬리
- 조안 폰테인
- 몬타구 러브
- 로버트 쿠트
- 아브너 빌버먼
- 럼스덴 헤어

## 기타
- 원작자: 러디어드 키플링
- 미술: 밴 네스트 폴그래스
- 의상: 에드워드 스티븐슨